# Williston (Maryland)
Williston est une census-designated place située dans le comté de Caroline, dans l’État du Maryland, aux États-Unis. Lors du recensement de 2020, elle comptait 153 habitants.